# Comisión Nacional de Bibliotecas Populares
La Comisión Nacional Protectora de Bibliotecas Populares (CONABIP) es un organismo estatal de la República Argentina dependiente de la Secretaría de Cultura que apoya y fomenta el desarrollo de bibliotecas populares en todo el territorio de la República Argentina.

## Historia
La Ley 419 del 23 de septiembre de 1870, propiciada por Domingo Faustino Sarmiento, dio origen a la Comisión Protectora de Bibliotecas Populares, con el propósito de fomentar la creación y el desarrollo de estas instituciones, constituidas por asociaciones de particulares, con la finalidad de difundir el libro y la cultura. 
Cerrada en 1876 por falta de fondos, fue reabierta en 1908 en la presidencia de José Figueroa Alcorta. Recién en 1919 el presidente Yrigoyen dicta un decreto que le da atribuciones y facultades. Posteriormente durante la primera y segunda presidencia de Juan Domingo Perón, se continuó y apoyó el desarrollo de la institución, con el fin de difundir la cultura en los sectores populares, respetando la autonomía de las bibliotecas populares. En el año 1947 se triplicaría su presupuesto, y un año después se realizaría el primer Congreso Nacional de Bibliotecas Populares. Para 1954 existían más de 1600 bibliotecas subvencionadas con más de 5 millones de lectores, consolidando su función social.
En 1986, la ley 23.351 de Bibliotecas Populares estableció los objetivos y el funcionamiento de la Comisión, y creó el Fondo Especial para Bibliotecas Populares.
A partir de la reestructuración ordenada por el decreto 345, en mayo de 2025, la Comisión pierde su autonomía y pasa a formar parte de la Secretaria de Cultura.

## Reconocimiento de Bibliotecas Populares
Para ser oficialmente reconocidas por el ente, las Bibliotecas Populares deben presentar la siguiente documentación según el Manual de Procedimientos publicado en su sitio web:
- Copia certificada del Acta de Fundación de la Biblioteca Popular.
- Copia certificada de los Estatutos de constitución de la asociación civil, que presente los sellos del organismo que otorga la personería jurídica.
- Copia certificada del Instrumento por el cual se le otorga la Personería Jurídica.
- Informe descriptivo y fundamentado por el Delegado Federativo y el Gubernamental, tanto en caso afirmativo (carácter de aval) como negativo.
- Copia certificada de la Asamblea que elige la Comisión Directiva.
- Copia certificada del Acta donde se autoriza el pedido de reconocimiento y registro  ante CONABIP.
- Presentación de la Planilla de Relevamiento de Datos de las Bibliotecas Populares (disponible en página web).
- Documentación que acredite un mínimo de entre SEIS (6) meses a UN (1) año de funcionamiento. A tal fin, se podrán admitir recortes periodísticos, certificaciones de autoridades, fotografías, etc. Consignar Proyectos de extensión comunitaria realizados durante el mismo período.
- Dos fotografías como mínimo: 1- Fachada de la Biblioteca Popular en la cual se visualice el cartel con la denominación y horario de atención. 2- Interior donde se aprecien la/s sala/s y la colección bibliográfica.
- Toda otra documentación adicional que la Biblioteca quiera presentar orientada a certificar su buen funcionamiento (inventario, padrón de socios, estadísticas de préstamos, etc.) será valorada por la Unidad Técnica, la que podrá en esos casos, recomendar que se la tenga en cuenta para futuras solicitudes de subsidios.

## Servicios

### Subsidios
Dentro de los servicios brindados por esta institución, se encuentran los Subsidios que se pueden solicitar según su necesidad (Para Gastos Corrientes o Proyectos Especiales). De esta forma, cada biblioteca puede acceder a una cierta suma de dinero para adquirir material, refaccionar su instalación edilicia o destinar tal monto al desarrollo de actividades dentro de la biblioteca.

### Planes de Lectura
Desarrollados con el objetivo de promover el interés por la lectura mediante actividades de incentivación como rincones o salas de lecturas apropiadas y de libre acceso a los libros, bibliotecas ambulantes a medida de las posibilidades de cada biblioteca (valija, mochila) en lugares públicos como parques, plazas, centros recreativos; funciones de títeres y narraciones, encuentros con escritoras/res, exposiciones, etc. 

### Planes de Capacitación
Dirigidos a la dirigencia y agentes sociales actuantes en las Bibliotecas Populares, contribuyendo al mejoramiento de la gestión bibliotecaria y social de las mismas, promoviendo la incorporación, en su funcionamiento, de elementos técnicos y conceptuales en estas temáticas, que les permitan una mayor autonomía, inserción comunitaria y local, a través de la implementación de modalidades específicas de capacitación.

### Directorio de Bibliotecas Populares
Detallando los datos propios de cada biblioteca reconocida por la institución: nombre, dirección postal, número de reconocimiento, correo electrónico, sitio web y teléfonos.

## Feria del Libro
Desde el año 2006, ha brindado la oportunidad a las bibliotecas reconocidas por esa institución de participar en la Feria Internacional del Libro de Buenos Aires, en la cual los bibliotecarios y dirigentes pueden participar de talleres y charlas, así como también adquirir material bibliográfico para sus bibliotecas con un subsidio especial brindado por CONABIP. 